# Арнабольди, Александр
Александр Арнабольди (итал. Alessandro Arnaboldi; 19 декабря 1827, Милан — 8 сентября 1896, там же ) — итальянский поэт.

## Биография
Получив юридическое образование в университете Павии, повинуясь воле отца, поступил на работу в миланскую муниципальную администрацию.
Служил секретарем мэрии Милана во времена итальянского Рисорджименто.
Изданные им 1872 «Versi» сразу же сделал его знаменитым и вызвали энтузиазм у его соотечественников, были изданы в Германии и Англии. Некоторые из его стихотворений переведены на английский язык Е. Ли-Гамильтоном: «Poem and transcripts» (Эдинб., 1878). Следующий том, Nuovi versi (Милан, 1888 г.), подтвердил качество его первого сборника стихотворений. Новизна его поэзии заключалась в трактовке в традиционной, правильной и достойной форме нового содержания, вытекающего из культуры и социально-политической действительности.
Арнабольди наиболее известен своей поэмой La Suonata del Diavolo , вдохновленной знаменитой сонатой Тартини «Дьявольская трель».
Оставив работу, удалился в Бозизио, где прожил почти всю оставшуюся жизнь; умер в Милане 8 сентября 1896 г.